# Kyrkslätts församlingshem
Kyrkslätts församlingshem (finska: Kirkkonummen seurakuntakoti) är ett församlingshem i Kyrkslätts centrum, Kyrkslätt, i det finländska landskapet Nyland. Kyrkslätts församlingshem ritades av arkitekten Juha Leiviskä och bygget färdigställdes 1984. Församlingshemmet ägs av Kyrkslätts kyrkliga samfällighet.
I slutet av 2020 beslutade Kyrkslätts gemensamma kyrkofullmäktige att riva byggnaden och församlingens verksamhet är förlagda till Masaby och Veikkola.

## Historia och arkitektur
Kyrkslätts församlingshem har ritats av Juha Leiviskä, en pionjär inom modern arkitektur. År 2020 beslutades att församlingshemmet skulle rivas eftersom byggnaden har problem med inomhusluften och Kyrkslätts församlingar inte har tillräckligt med pengar att upprätthålla byggnaden när antalet församlingsmedlemmar minskar. Enligt en uppskattning kostar det 7,5 miljoner euro att renovera byggnaden. Kyrkliga samfälligheten i Kyrkslätt har även försökt att sälja byggnaden, men ingen köpare har hittats.
Byggnaden har flera detaljer som är typiska för Leiviskäs arkitektur. Innertaken går i flera plan, fönstren når ända upp till taket och byggnadstekniska detaljer som ventilationskanaler är finurligt undangömda.
År 2021 föreslog den internationella arkitektursföreningen Docomomo att församlingshemmet ska skyddas. Närings-, trafik- och miljöcentralen ansåg dock att det inte behövdes. Detta beslut överklagade föreningen tillsammans med Museiverket. I oktober 2023 gav Helsingfors förvaltningsdomstol besked om att byggnaden ändå inte ska skyddas och därmed får rivas.